# Classe Grachonok
La classe Grachonok o progetto 21980 (in russo проект 21980 «Грачонок»?) è una classe di motovedette anti-sabotaggio di fabbricazione russa, costruite a partire dagli anni 2000 ed entrate in servizio nei ranghi della Marina militare russa a partire dal 2009 e dal servizio navale della Guardia nazionale russa dal 2019.
Progettate per compiere missioni di vigilanza e pattuglia svolgono compiti di contrasto ad operazioni di sabotaggio o terrorismo condotte ai danni di basi militari, porti ed infrastrutture nevralgiche quali, ad esempio, il ponte sullo stretto di Kerč.
Al 2021, 23 unità di questa classe risultano in servizio.

## Unità
| #                   | Nome                        | Cantiere            | Impostazione        | Varo                | Entrata in servizio | Flotta                | Stato               |
| Voenno-morskoj flot | Voenno-morskoj flot         | Voenno-morskoj flot | Voenno-morskoj flot | Voenno-morskoj flot | Voenno-morskoj flot | Voenno-morskoj flot   | Voenno-morskoj flot |
| ------------------- | --------------------------- | ------------------- | ------------------- | ------------------- | ------------------- | --------------------- | ------------------- |
| 1                   | P-104 Nachimovec            | Zelenodol'sk        | 8 febbraio 2008     | 25 aprile 2009      | 23 novembre 2009    | Flotta del Baltico    | Attivo              |
| 2                   | P-191 Kadet                 | Zelenodol'sk        | 7 maggio 2010       | luglio 2011         | ottobre 2011        | Flotta del Mar Nero   | Attivo              |
| 3                   | P-349 Suvorovec             | Zelenodol'sk        | 6 maggio 2011       | 16 giugno 2012      | 14 novembre 2012    | Flotta del Mar Nero   | Attivo              |
| 4                   | P-350 Kursant Kirovec       | Zelenodol'sk        | 5 maggio 2012       | aprile 2013         | 22 agosto 2013      | Flotta del Mar Nero   | Attivo              |
| 5                   | P-377                       | Vladivostok         | 15 marzo 2012       | 24 giugno 2013      | 26 settembre 2013   | Flotta del Pacifico   | Attivo              |
| 6                   | P-351 Junarmeec Kaspija     | Zelenodol'sk        | 27 luglio 2012      | giugno 2013         | 15 ottobre 2013     | Flottiglia del Caspio | Attivo              |
| 7                   | P-420 Junarmeec Primor'ja   | Vladivostok         | agosto 2012         | 29 novembre 2013    | 24 febbraio 2014    | Flotta del Pacifico   | Attivo              |
| 8                   | P-355 Junarmeec Kryma       | Zelenodol'sk        | 7 maggio 2013       | 30 maggio 2014      | 22 agosto 2014      | Flotta del Mar Nero   | Attivo              |
| 9                   | P-417 Junarmeec Kamčatki    | Vladivostok         | dicembre 2012       | 4 luglio 2013       | 25 settembre 2014   | Flotta del Pacifico   | Attivo              |
| 10                  | P-424 Kinel'                | Zelenodol'sk        | 27 luglio 2013      | 2014                | 9 ottobre 2014      | Flotta del Mar Nero   | Attivo              |
| 11                  | P-340 Junarmeec Zapoljar'ja | Vympel              | marzo 2014          | 7 giugno 2016       | 19 novembre 2016    | Flotta del Nord       | Attivo              |
| 12                  | P-421 Junarmeec Belomor'ja  | Vympel              | dicembre 2014       | 22 luglio 2016      | 19 novembre 2016    | Flotta del Nord       | Attivo              |
| 13                  | P-429 Sergej Preminin       | Vympel              | 15 settembre 2015   | 27 aprile 2017      | 14 luglio 2017      | Flotta del Nord       | Attivo              |
| 14                  | P-433 Pavel Silaev          | Zelenodol'sk        | 12 gennaio 2015     | 2017                | 16 settembre 2017   | Flotta del Mar Nero   | Attivo              |
| 15                  | P-431 Junarmeec Čukotki     | Vladivostok         | 2016                | 2017                | 14 ottobre 2017     | Flotta del Pacifico   | Attivo              |
| 16                  | P-430 Valerij Fedjanin      | Vympel              | 15 aprile 2016      | 22 giugno 2017      | 9 novembre 2017     | Flotta del Nord       | Attivo              |
| 17                  | Junarmeec Tatarstana        | Zelenodol'sk        | 7 maggio 2015       | 15 giugno 2018      | ottobre 2018        | Flottiglia del Caspio | Attivo              |
| 18                  | P-445                       | Vladivostok         | 2017                | 12 ottobre 2018     | 14 gennaio 2019     | Flotta del Pacifico   | Attivo              |
| 19                  | P-449 Junarmeec Dagestana   | Zelenodol'sk        | 24 aprile 2017      | 2019                | agosto 2019         | Flottiglia del Caspio | Attivo              |
| 20                  | P-450 Junarmeec Sachalina   | Vladivostok         | -                   | 10 agosto 2020      | 28 maggio 2021      | Flotta del Pacifico   | Attivo              |
| 21                  | P-468                       | Zelenodol'sk        | 7 agosto 2020       | 23 luglio 2021      | 10 giugno 2022      | Flotta del Baltico    | Attivo              |
| 22                  | P-471 Vladimir Nosov        | Zelenodol'sk        | 7 agosto 2020       | 23 luglio 2021      | 17 giugno 2022      | Flotta del Baltico    | Attivo              |
| 23                  | P-474                       | Zelenodol'sk        | 19 febbraio 2021    | 10 giugno 2022      | 1º novembre 2022    | Flotta del Baltico    | Attivo              |
| Rosgvardija         |                             |                     |                     |                     |                     |                       |                     |
| 24                  | PDKA n. 478                 | Vympel              | 15 maggio 2018      | 19 giugno 2019      | novembre 2019       | del Mar Nero          | Attivo              |
| 25                  | PDKA n. 479                 | Vympel              | -                   | 10 luglio 2019      | 2019                | del Mar Nero          | Attivo              |
| 26                  | PDKA n. 480                 | Vympel              | -                   | 30 luglio 2019      | 2020                | del Mar Nero          | Attivo              |
| 27                  | PDKA n. 481                 | Vympel              | -                   | 19 settembre 2019   | novembre 2020       | del Mar Nero          | Attivo              |

## Utilizzatori
Russia
- Voenno-morskoj flot
- Rosgvardija